# Amigo (Arlo Guthrie)
Amigo è un album del cantante statunitense Arlo Guthrie, pubblicato nel 1976.

## Tracce
I brani sono tutti composti da Arlo Guthrie a eccezione di alcuni brani.
Primo lato
1. Guabi Guabi – 2:27
2. Darkest Hour – 4:04
3. Massachusetts – 3:10
4. Víctor Jara – 4:17
5. Patriots' Dream – 2:51

Durata totale: 16:49
Secondo lato
1. Grocery Blues – 2:09
2. Walking Song (Leah Kunkel) – 3:08
3. My Love – 2:43
4. Manzanillo Bay (Rob Rabbit Mackay) – 4:24
5. Ocean Crossing – 3:22
6. Connection (Mick Jagger, Keith Richards) – 2:40

Durata totale: 18:26

## Formazione
- Bob Glaub - basso
- Nick DeCaro - fisarmonica
- Bill Verde - chitarra
- Arlo Guthrie - chitarra, voce
- Milt Holland - percussioni
- Dr. Rick Jaeger - batteria
- Leah Kunkel - tastiera, piano elettrico, voce
- Russ Kunkel - tamburo
- Gayle Levant - arpa, armonica
- Linda Ronstadt - voce
- Dan Velika - basso
- Waddy Wachtel - chitarra
- Jai Winding - tastiera

### Formazione tecnica
- Lloyd Cliff - ingegnere
- Donn Landee - ingegnere
- John Pilla - produttore
- Lenny Waronker - produttore